# Piet Mondrian
Piet Mondrian, nizozemski slikar, * 7. marec 1872, Amersfoort, Nizozemska, † 1. februar 1944, New York, Združene države Amerike.
Piet Mondrian se je rodil leta 1872 na Nizozemskem, umrl pa leta 1944 v New Yorku. Na njegovih kasnejših delih prevladuje bela barva, ki jo dopolnjujejo rdeči, rumeni, modri in črni liki. Na delih, ki jih je ustvaril pred razvijanjem neoplasticizma, je pogosto upodabljal »osamljene« like. Pogosto je tako upodabljal en sam cvet, en mlin na veter, samotno kmetijo ...
Pieter Cornelis Mondriaan, znan tudi kot Piet Mondrian je bil pomemben predstavnik gibanja De Stijl, ki ga je ustanovil slikar Theo van Doesburg.
Svojo kariero je začel kot osnovnošolski učitelj, a se je hkrati posvečal tudi slikanju. Večina njegovih del tistega obdobja je naturalističnih ali impresionističnih. Nekaj izmed teh slik je shranjenih v haškem Gemeente Museum, med drugim tudi post-impresionistični »Rdeči mlin« in »Drevesa v mesečini«, hranijo pa tudi njegova kasnejša, bolj prepoznavna dela.

## Slog
Zelo ga je prevzela  kubistična razstava v Amsterdamu leta 1911, ki je močno vplivala na njegovo kasnejše delo.
Njegova najbolj znana dela so asimetrično razporejeni kvadrati osnovnih barv, obrobljeni z debelimi ravnimi črtami. Nekaterim se zdi, da bi tako kompozicijo zmogel ustvariti še otrok, drugi menijo, da je učinek, ki ga je Mondrian s svojimi slikami dosegel, le težko ponoviti. Njegov izviren stil še vedno navdihuje ustvarjalce na modnem, oglaševalskem in drugih področjih. Čeprav je bil Mondrian umetnik, ne pa industrijski oblikovalec, ga štejemo kot očeta le-tega, saj je njegovo delo še vedno široko uporabljano v industrijskem oblikovanju.
Njegova slika »Broadway Boogie Woogie« v San Francisco Museum of Modern Art je zelo pomembna v šoli abstraktnega geometričnega slikarstva. Slika je sestavljena iz številnih kvadratov, pobarvanih s svetlečimi, močnimi barvami.